# Frank Zeilstra

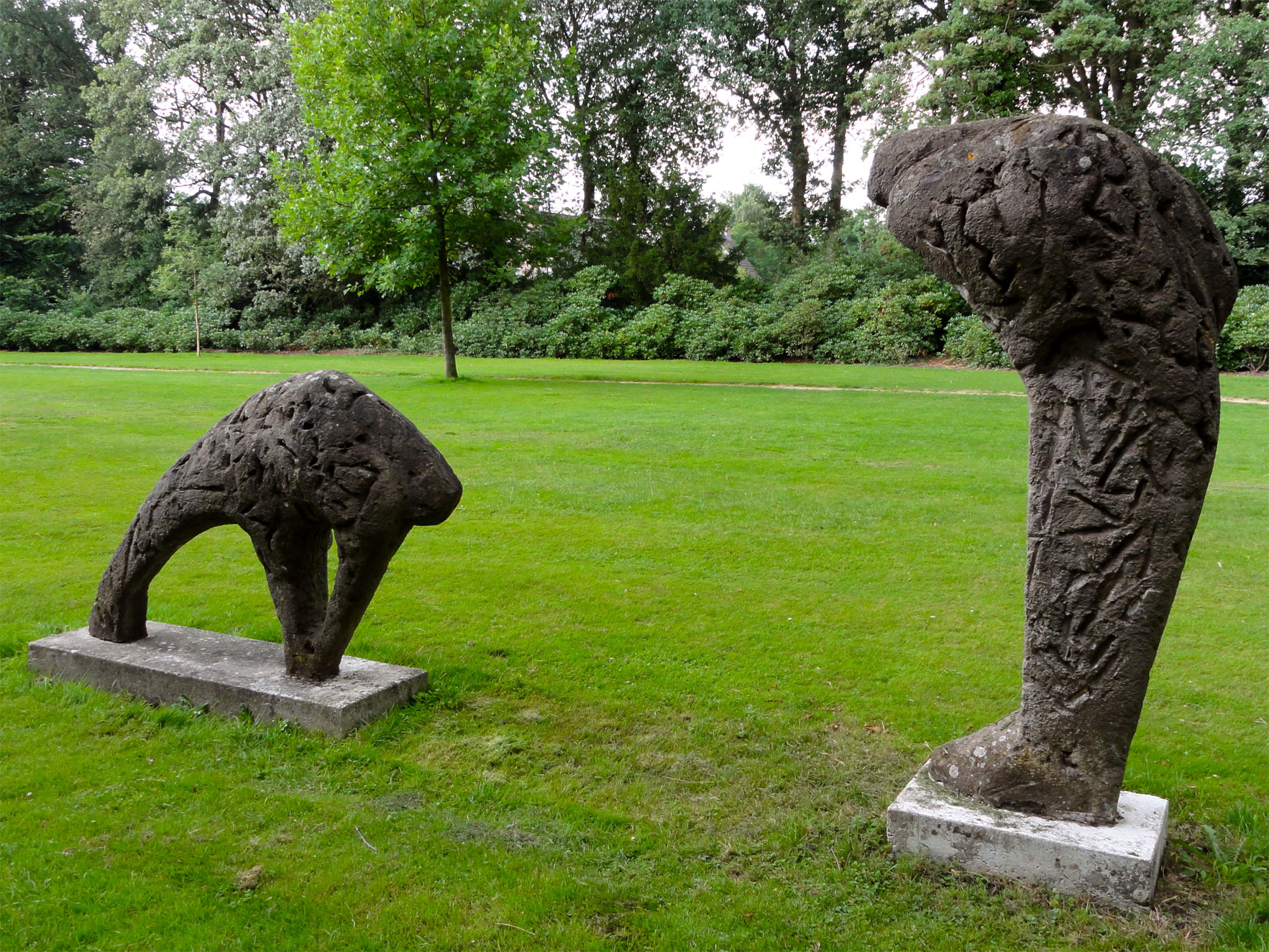
De Eierzoekers (1985), tuin bij het gemeentehuis van Opsterland in Beetsterzwaag

Frank Marcel (Frank) Zeilstra (Amsterdam, 24 maart 1958) is een Nederlandse beeldhouwer, kunstschilder en glazenier.
De in Amsterdam geboren Zeilstra vestigde zich als beeldend kunstenaar in het Friese Franeker. Naast beeldhouwwerk maakte Zeilstra ook glas-in-loodramen voor de Leeuwarder scheve toren de Oldehove. Dit betrof een eenmalig project in het kader van Simmer 2000. Hij vervaardigde tevens een lichtobject dat gedurende deze kunstmanifestatie in de zomer van het jaar 2000 boven op de Oldenhove werd geplaatst.

## Werken in de openbare ruimte (selectie)
Witmarsum
- Pim Mulier 1986, Pingjumerstraat/Kerkplein

Beetsterzwaag
- De Eierzoekers 1985, Hoofdstraat

Wommels
- Clara Jacoba Freule de Vos van Steenwijk 1984, Terp

- RKD-Nederlands Instituut voor Kunstgeschiedenis: 99296